# Патенко, Феодосий Алексеевич
Феодо́сий Алексе́евич Пате́нко (1851 — 26 марта 1911) — профессор судебной медицины Харьковского университета.

## Биография
По окончании Николаевской гимназии в 1870 году поступил на физико-математический факультет Санкт-Петербургского университета. В 1873 году перешёл в Медико-хирургическую академию, курс которой окончил в 1878 году; изучал химию под руководством Бородина, в конце Русско-турецкой войны 1877—1878 годов служил военным медиком при Боткине.
В 1880 году. был командирован Академией за границу, где и занимался главным образом у профессора Вирхова. По возвращении в том же году защитил диссертацию на степень доктора медицины под заглавием «О развитии фиброзных тел в яичниках».
В 1883 году был командирован за границу на 2 года, занимался судебной медициной у профессоров Гофмана, Бруарделя, Лимана, Вюльпиана (экспериментальная токсикология), Вирхова и Цунтца (экспериментальная физиология).
В 1887 году был назначен экстраординарным профессором судебной медицины в Харьковский университете, а вскоре и ординарным.
В 1896—1897 годах занимался судебно-медицинской экспертизой нашумевшего Мултанского дела; именно благодаря его усилиям были оправданы ложно обвинённые в человеческом жертвоприношении удмуртские крестьяне. В Харькове прожил до конца жизни, был похоронен на Усекновенском кладбище.

## Научные труды
Главные работы (многие свои статьи сам переводил на немецкий язык):
- «К учению о внематочной беременности» (приложения к «Протоколам» конференции за 1878 год; то же в «Archiv f. Gynäkologie», том 14, H. 1)
- «О физиологическом тромбозе беременной матки» («Труды Общества Русских Врачей в СПб.», 1879 году и «Archiv f. Gynäkologie». том 14).
- «Хрящи гортани в судебно-медицинском отношении» («Вестник Суд. Медицины», том IV, отдел 2, и «Vierteljahrschr. für Ger. Med.», N. F. XLI, 2),
- «Etude sur l’asphyxie de cause mecanique» («Annales d’hyg. publ. etc.»; XIII, март, 1885),
- «Experiment. Studien zur Erklär. des Ersch. u. des Leichenbefundes b. Erstickungstode» («Pflügers Archiv f. d. ges. Physiologie», 1885)
- Дело об отравлении потомственного почетного гражданина Н.Ф. Максименко в судебно-медицинской отношении / [Соч.] Проф. Патенко. — [Санкт-Петербург] : Спб. губ. тип., ценз. 1891.
- К вопросу о судебно-медицинском значении трупных явлений : (Трупная эмфизема кожи) / [Соч.] Пр. Ф. Патенко. — [Санкт-Петербург] : Спб. губ. тип., ценз. 1891.
- «О реорганизации судебно-медицинской экспертизы» («Медицина», 1892),
- «О реорганизации преподавания судебной медицины» («Медицина», 1892),
- «К вопросу о судебно-медицинском значении трупных явлений» («Медицина», 1892),
- К казуистике судебно-медицинского исследования кровяных пятен / [Соч.] Проф. Ф. Патенко. — [Санкт-Петербург] : Спб. губ. тип., ценз. 1892.
- О реорганизации судебно-медицинской экспертизы. — Санкт-Петербург : Спб. губ. тип., 1892.
- По поводу статьи ч. пр. Э. Ф. Беллина «судебно-медицинская экспертиза в деле мултанских вотяков, обвиняемых в принесении человеческой жертвы языческим богам» (Врач, 1896 г., № 12) / [Соч.] профессора суд. мед. Ф. Патенко. — Харьков : Типография губернского правления, 1896. — 25 с.
- Дело мултанских вотяков : [Сообщ. в заседании О-ва науч. медицины и гигиены при Харьк. ун-те 16 окт. 1896 г.]. — Харьков : тип. А. Дарре, 1897.
- Дело об убийстве секретаря Полтавской духовной консистории Алексея Яковлевича Комарова с судебно-медицинской стороны / Ф.А. Патенко, проф. судеб. медицины. — Харьков : П.Д. Шидловский, 1899.
- К судебно-медицинской экспертизе по делу об убийстве секретаря Полтавской духовной консистории А.Я. Комарова / [Соч.] Проф. Ф. Патенко. — Харьков : тип. Губ. правл., 1902.
- Опыт руководства к судебно-медицинскому анализу : Для начинающих судебных врачей и студентов : Выпуск 1-й / Ф. А. Патенко, профессор судебной медицины Харьковского университета. — Харьков : Типография и литография М. Зильберберг и С-вья, 1904. — 139 с., ил.
- «Дело мултанских вотяков» (отдельное издание, 1897).